# 崔琦
崔琦（1939年2月28日—），男，河南宝丰人，成長於香港，美国物理学家，1998年诺贝尔物理学奖获得者。

## 生平
崔琦出生於河南省平顶山市寶豐縣肖旗乡范庄自然村，他如此形容自己的童年生活：“我的童年記憶中充斥著乾旱、洪澇與戰爭的歲月——它們無時不刻在這座擁擠村莊的居民腦海中留下烙印”。他在童年時進入鄉下的私塾學習，1951年隻身遠赴香港，並於香港培正中學及金文泰中學接受教育。在香港學習期間，他學會了廣府話。中學畢業後以獲得的教會獎學金赴美留學，於1958年入讀美國伊利諾州奥古斯塔納學院（基督教學院），主修數學。
畢業後，崔琦進入芝加哥大學物理系，並在1967年獲得博士學位。1968至1982年在麻省理工學院與美國貝爾實驗室擔任研究員，從事固態物理研究。1982年轉任普林斯頓大學電機工程系教授至今。
2022年，崔琦是聲援烏克蘭的諾貝爾獎得主之一。

## 榮譽
1984年獲得美國物理學會奥利弗·巴克利奖。1992年當選中華民國中央研究院第19屆院士。1998年與羅伯特·勞夫林及霍斯特·施特默以「分數量子霍爾效應」研究成果獲得諾貝爾物理學獎。被列入《美國科學名人錄》。
2000年當選為中國科學院外籍院士。

## 家庭
父亲崔长生，赶毛驴卖煤维持家庭生计，1959年因病去世。在崔长生去世后，崔琦母亲王双贤去北京和大女儿崔颖一起生活，但是在文革爆发后，因为成分原因而离开北京，於1968年离世。崔琦有3个姐姐，大姐崔颖在北京新华书店工作，二姐崔珂在香港生活，三姐崔璐。崔琦堂哥崔高祥，6岁时父母双亡，外出讨饭，后被崔长生找回，留在家里一起生活

## 家乡
崔琦出生的范庄自然村隶属于范寨行政村。
2003年8月，崔琦旧居于原址恢复重建，同时建设崔琦事迹展厅。2004年4月正式对外开放，崔琦旧居向南穿过0.6亩的花园是崔琦事迹展厅，展厅面积200多平方米。
2007年6月，崔琦捐资35万元在家乡范庄村建起崔琦希望小学。
2014年4月21日-25日，阔别家乡63年后，75岁的崔琦教授携家人回乡探亲。